# Верхне-Городковский район
Верхне-Городковский район — административно-территориальная единица в составе Уральской, Свердловской, Молотовской и Пермской областей, существовавшая в 1925—1959 годах. Административный центр — посёлок Верхнечусовские Городки.

## Население
По данным переписи 1939 года в районе проживало 14 579 жителей (в том числе русские — 93,6 %, коми — 3,2 %, татары — 1,9 %).

## История
Верхне-Городский район район был образован в 14 ноября 1925 года в составе Пермского округа Уральской области РСФСР. 15 сентября 1926 года был переименован в Верхне-Городковский район. После ликвидации округов в 1930 году район перешёл в прямое подчинение Уральской области.
В 1934 году район вошёл в состав Свердловской области, а в 1938 — Пермской (в 1940—1957 называлась Молотовской).
По данным 1947 года район включал 11 сельсоветов (Вереинский, Ельниковский, Косогорский, Краснослудский, Куликовский, Павловский, Россошинский, Сельский, Усольский, Усть-Сылвенский, Шалыгинский) и 2 рабочих посёлка — Верхнечусовские Городки и Сылва.
4 ноября 1959 году Верхне-Городковский район был упразднён, а его территория разделена между Верхне-Муллинским районом и территорией, подчинённой Чусовскому горсовету.